# Dis Exapatón
Dis Exapatón (''Δὶς ἐξαπατῶν) o El doble engaño es una comedia de Menandro. Su argumento parece haber influido en la comedia de Plauto Báquides, y en parte puede reconstruirse la trama gracias a la obra plautina. 
Un joven ateniense, de nombre Sóstrato, acompañado de su esclavo, Siro, ha ido a la ciudad de Éfeso a hacerse cargo de una importante cantidad de dinero que debían a su padre. En Éfeso, Sóstrato se enamora de una hetera, pero ella se va a Atenas con un soldado. 
De vuelta en Atenas, Sóstrato localiza a su amada y consigue rescatarla gracias al dinero que traía para su padre del militar que la tiene secuestrada. Para ello debe fingir a su padre que le han robado parte del dinero y que el resto lo ha dejado escondido en Éfeso.

## Enlaces
- The Perseus Project Base de datos en inglés con los textos originales en griego y su traducción inglesa.

- Datos: Q5808180